# Idioma turco otomano
El idioma turco otomano u Osmanlıca era un idioma escrito (en letras árabes adaptadas al turco) basado en el idioma turco que era empleado en la administración y en el lenguaje literario del Imperio otomano, y que incorporaba vocabulario del árabe y del persa, así como algunas de sus estructuras sintácticas.

## Historia

Animación que muestra el desarrollo de la caligrafía árabe del turco otomano en la escritura de la tughra, sello o emblema utilizado como firma por cada sultán otomano, en este caso la que corresponde al sultán Mahmut II que se lee "Sultán Mahmud, hijo de Abdulhamid, siempre victorioso".

Siendo el turco la lengua oficial del Imperio, era hablado en todos sus confines como lingua franca entre los diferentes pueblos que lo conformaban aunque para el pueblo llano la ingente cantidad de añadidos del árabe o el persa en este idioma artificial fuera incomprensible, por lo que se puede hablar de tres niveles del turco otomano:
- Fasih Türkçe (Empleado en la poesía y la literatura)
- Orta Türkçe (Empleado por los estamentos administrativos y la burguesía del Imperio)
- Kaba Türkçe (Hablado por la plebe y el pueblo llano)

Atatürk el fundador de la moderna República de Turquía lideró un proceso de transformaciones encaminadas a hacer de este país un Estado moderno tras el desmoronamiento del Imperio otomano. Turquía se transformó en Estado secular en 1928 mediante un gran conjunto de cambios sustanciales, uno de los cuales fue la reforma del turco otomano: Se cambió el alfabeto árabe por el latino (1 de noviembre de 1928). El empleo del vocabulario turco (original) de Asia Central (e incluso países al norte de Turquía) se favorece en detrimento del legado persa y árabe, en un intento de buscar una lengua más pura en sus orígenes. El turco otomano (osmanlıca) pierde pues parte de su riqueza cultural. El punto culminante de este movimiento aparición pública de la Teoría de Lengua del Sol, favorecido por Mustafa Kemal. Muchos documentos del gobierno a partir de este período son ilegibles por alguien que no haya dominado el turco otomano, ya que estos se hallan escritos en caracteres arábigos y poseen un enorme y rico vocabulario procedente del persa y el árabe. El 10 de diciembre de 2014, el gobierno turco decreta oficialmente su utilización obligatoria según el nuevo plan de estudios aprobado para el año 2015, pero solo para las organizaciones e instituciones clericales y escolares religiosas, por lo que este pasa a tener vigencia nuevamente en la actualidad. 
Constituye una clave indispensable para el estudio del Imperio otomano.

## Alfabeto
| Aislada | Final | Media | Inicial | Nombre         | Turco moderno    |
| ------- | ----- | ----- | ------- | -------------- | ---------------- |
| ﺍ       | ﺎ     | —     | —       | elif           | a, e             |
| ﺀ       | —     | —     | —       | hemze          | ', a, e, i, u, ü |
| ﺏ       | ﺐ     | ﺒ     | ﺑ       | be             | b                |
| ﭖ       | ﭗ     | ﭙ     | ﭘ       | pe             | p                |
| ﺕ       | ﺖ     | ﺘ     | ﺗ       | te             | t                |
| ﺙ       | ﺚ     | ﺜ     | ﺛ       | se             | s                |
| ﺝ       | ﺞ     | ﺠ     | ﺟ       | cim            | c                |
| ﭺ       | ﭻ     | ﭽ     | ﭼ       | çim            | ç                |
| ﺡ       | ﺢ     | ﺤ     | ﺣ       | ha             | h                |
| ﺥ       | ﺦ     | ﺨ     | ﺧ       | hı             | h                |
| ﺩ       | ﺪ     | —     | —       | dal            | d                |
| ﺫ       | ﺬ     | —     | —       | zel            | z                |
| ﺭ       | ﺮ     | —     | —       | re             | r                |
| ﺯ       | ﺰ     | —     | —       | ze             | z                |
| ﮊ       | ﮋ     | —     | —       | je             | j                |
| ﺱ       | ﺲ     | ﺴ     | ﺳ       | sin            | s                |
| ﺵ       | ﺶ     | ﺸ     | ﺷ       | şın            | ş                |
| ﺹ       | ﺺ     | ﺼ     | ﺻ       | sat, sad       | s                |
| ﺽ       | ﺾ     | ﻀ     | ﺿ       | dat, dad       | d, z             |
| ﻁ       | ﻂ     | ﻄ     | ﻃ       | tı             | t                |
| ﻅ       | ﻆ     | ﻈ     | ﻇ       | zı             | z                |
| ﻉ       | ﻊ     | ﻌ     | ﻋ       | ayın           | ', h             |
| ﻍ       | ﻎ     | ﻐ     | ﻏ       | gayın          | g, ğ             |
| ﻑ       | ﻒ     | ﻔ     | ﻓ       | fe             | f                |
| ﻕ       | ﻖ     | ﻘ     | ﻗ       | kaf            | k                |
| ﻙ       | ﻚ     | ﻜ     | ﻛ       | kef            | k, g, ğ, n       |
| ﮒ       | ﮓ     | ﮕ     | ﮔ       | gef1           | g, ğ             |
| ﯓ       | ﯔ     | ﯖ     | ﯕ       | nef, sağır kef | n                |
| ﻝ       | ﻞ     | ﻠ     | ﻟ       | lam            | l                |
| ﻡ       | ﻢ     | ﻤ     | ﻣ       | mim            | m                |
| ﻥ       | ﻦ     | ﻨ     | ﻧ       | nun            | n                |
| ﻭ       | ﻮ     | —     | —       | vav            | v, o, ö, u, ü    |
| ﻩ       | ﻪ     | ﻬ     | ﻫ       | he             | h, e, a          |
| ﻻ       | ﻼ     | —     | —       | lamelif        | la               |
| ﻯ       | ﻰ     | ﻴ     | ﻳ       | ye             | y, ı, i          |